# Karanganyar (Dawuan)
Karanganyar is een bestuurslaag in het regentschap Majalengka van de provincie West-Java, Indonesië. Karanganyar telt 2080 inwoners (volkstelling 2010).